# SM58

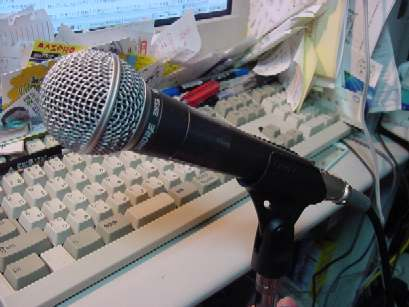
SHURE SM58 ダイナミック型マイクロフォン

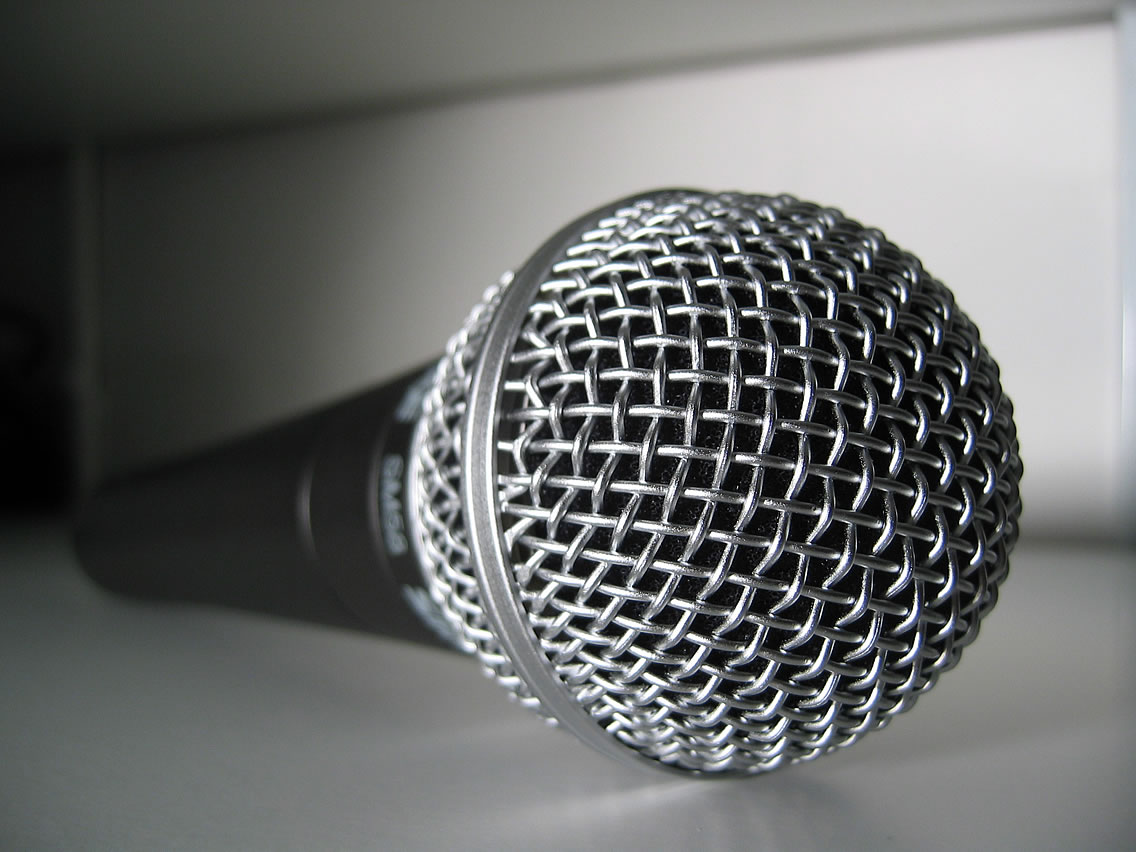
SHURE SM58 ダイナミック型マイクロフォン

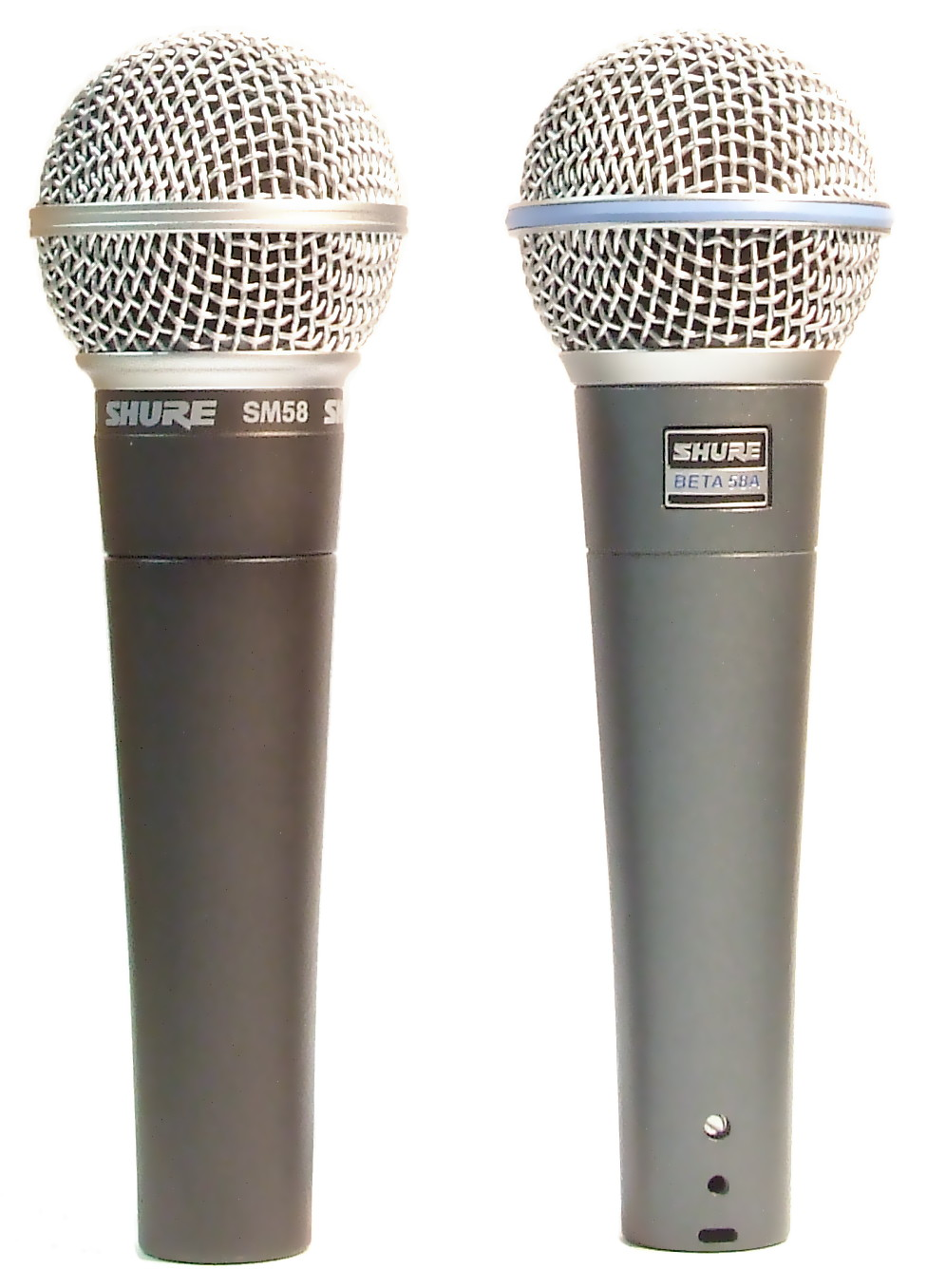
SHURE SM58 & Beta58a ダイナミック型マイクロフォン

SM58（エスエム58）は、シュアが1966年に発売したダイナミック型マイクロホン。ダイナミック型マイクロホンのデファクトスタンダードとして知られる。通称はゴッパチ、ゴッパー、ゴッパなど。

## 概要
丸いウィンドスクリーンを持つ独特の形状と、ステージでのボーカリストの手持ちによってボーカルの拡声を行うのに適した音響特性、丈夫さ、コストパフォーマンスのよさから、数多くのステージで多用されているPA技術者にとっての「定番」マイクロホン。
ボーカリストの口元など、小さな音源にマイクロホンを近づけると低音域のレベルが上昇する近接効果に配慮し、100Hz以下の音について感度を落とすロールオフ調整がされており、ステージでのボーカル集音・拡声に最適な特性をもつ。指向性は単一指向性になっているが、特にステージでの利用にあわせ、ハウリング（フィードバック）の原因となる横方向からの不要な音が入りにくいように調整されている。
日本に輸入された当初は、直径2インチの大きな丸型のウィンドスクリーンに、「テレビ放送の画面上では、体格の小さな日本人ボーカリストへの利用に違和感を覚える」と評された時期もあったが、現在では放送局・視聴者・技術者ともに広く受け入れられ、「定番」機種として普及している。ギターやベースなどの楽器集音・スピーチ・ボーカルで使われるSM57はこの機種の姉妹機である。SM57にはウィンドスクリーンがないため、本機に比べて高域の感度が良い。
デザインをコピーされるほど特徴的な外装だが、「落とされる」「ぶつけられる」などのラフな扱いにも耐える頑丈さを持っている。丸いスクリーンは交換可能。安価なこともステージ関係者に支持される理由になっている。
現在、日本での正規輸入代理店はヒビノ株式会社が担当している。その他直輸入品が楽器店・機材販売会社によって販売されている。

## 仕様
| 型番           | SM58 |
| 形式           | ムービングコイル型（ダイナミック） |
| 指向性         | 単一指向性（カーディオイド） |
| 極性           | マイクロホン正面から正の音圧を与えたとき、2番端子に正の起電力を生じる （いわゆる2番HOT）                                                         |
| インピーダンス | 150 Ω |
| 感度           | -54.5 dB (0 dB = 1 V/Pa) 1.85 mV/Pa |
| 周波数特性     | 50 - 15000 Hz |
| 出力コネクタ   | XLR 3ピン（オス） |
| 外装           | ダークグレーエナメル塗装・ダイキャストメタルボディ・つや消し仕上げ（本体） 銀メッキスチールメッシュグリル（ウインドスクリーン）                  |
| 寸法           | 直径51 mm（2インチ） 全長162 mm（6 3/8インチ）                                                                                                   |
| 質量           | 298 g |
| 主要オプション | マイクスタンドアダプタ A25D 収納バッグ 26A13 ウインドスクリーン A58WS カートリッジ（補修用集音カプセル） R59 スクリーン＆グリルアセンブリ RK143G |